# Золоті Ключі (Дніпро)
Золоті Ключі - елітний котеджний мікрорайон розташований в селищі Слобожанське. Зведений протягом  2004 - 2009 років, наймолодший житловий масив міста.

## Географія
Північніше містечка розташоване Підгородне;
на схід, за Слобожанським проспектом Самарівка;
на південь - селище Слобожанське;
на захід - Донецьке шосе.
Вулиці містечка: Київська, Оксамитова та Лебедина.

## Історія
У 2004 році було спроектовано перше в Україні котеджне містечко. На площі 260 гектарів було заплановано будівництво близько 1000 житлових домів та  близько ста об'єктів соціальної, інженерної та комерційної інфраструктури.
Перша категорія будинків - індивідуальні будинки посеред присадибних ділянок  від 0,06 до 0,15 гектарів. В рамках першої черги передбачалось зведення виключно таких будинків.
Друга категорія - блокові будинки в яких у кожному з двох господарів передбачена половина будинку та присадибна ділянка у 0,03 гектари. Ці будинки передбачалось зводити у другу та третю черги.
Перша черга (220 будинків) була зведена у 2004 - 2006 роках.
Друга черга - у 2006 - 2008. Третя - у 2008 - 2009.

## Соціальна інфраструктура
В рамках зведення  мікрорайону було заплановано звести: торговельний центр, спортивно - оздоровчий комплекс, школу - ліцей, середню загальноосвітню школу, дитячі дошкільні установи, клініку сімейної медицини, ветеринарну клініку, православний храм, пункт охорони мікрорайону, пожежне депо та адміністративні будівлі.
Велике місце відводилось зоні відпочинку із парком та ставком, що своїми розмірами не поступається ставку в парку імені Лазаря Глоби.

## Інженерна інфраструктура
Газорозподільна станція та електропідстанція.

## Комерційна інфраструктура
Вздовж Слобожанського проспекту та Донецького шосе були спроектовані до 80 об'єктів  різного призначення - кафе, супермаркети, автомийки, будівля банку, АЗС та офіси.